# Кулаков Андрій Андрійович
Андрі́й Андрі́йович Кулако́в (28 квітня 1999, Верхньобогданівка, Станично-Луганський район, Луганська область) — український футболіст, нападник «Олександрії».

## Клубна кар'єра
Вихованець дитячо-юнацької футбольної академії харківського «Металіста». В ДЮФЛУ провів за харків'ян 61 гру, забивши 62 голи.
2016 року перейшов у донецький «Шахтар», де виступав за команди U-19 та U-21. У сезонах 2017/18 та 2018/19 Андрій забив загалом 3 м'ячі в 12 іграх у Юнацькій лізі УЄФА, а також став найкращим бомбардиром молодіжного чемпіонату України 2018/19 (14 голів у 28 матчах).
20 серпня 2019 року Кулаков був відданий в оренду в ФК «Маріуполь» на один сезон. У Прем'єр-лізі Кулаков дебютував 22 лютого 2020 року в матчі проти «Зорі», вийшовши на заміну на 80-й хвилині замість Сергія Яворського.

## Виступи за збірну
Виступав за юнацькі збірні України різних вікових категорій. З командою до 17 років був учасником чемпіонату Європи 2016 року, де забив гол у ворота однолітків з Боснії та Герцеговини, але команда не вийшла з групи. З командою до 19 років став півфіналістом юнацького чемпіонату Європи 2018 року у Фінляндії.